# Sphenorhina victoriae
Sphenorhina victoriae är en insektsart som beskrevs av Victor Lallemand 1924. Sphenorhina victoriae ingår i släktet Sphenorhina och familjen spottstritar. Inga underarter finns listade i Catalogue of Life.